# اندیس اسپید کنارون
اسپید کنارون یک اندیس فلزی است که در حوالی شهر میناب استان هرمزگان قرار دارد و مادهٔ معدنی موجود در آن، مس است.سنگ میزبان این اندیس آمیزه رنگین است و دیرینگی آن به دوران کرتاسه بالایی می‌رسد. در این اندیس، پاراژنز‌های اپیدوت یافت می‌شوند.